# Hotel Renaissance Kuala Lumpur
El Hotel Renaissance Kuala Lumpur es un hotel que pertenece al grupo Marriott y comprende dos alas que son muy distintas en su diseño. Hay un afluente subterráneo del río Gombak corriendo su curso bajo el ala este. El Hotel Renaissance Kuala Lumpur también alberga el Spa Mandara.
Fue inaugurado el 18 de junio de 1996, tiene 921 habitaciones e incluye 9 restaurantes.